# 10 tháng 8
Ngày 10 tháng 8 là ngày thứ 222 (223 trong năm nhuận) trong lịch Gregory. Còn 143 ngày trong năm.

## Sự kiện
- 654 - Thánh Eugene đắc cử giáo hoàng thứ 75 của Giáo hội Công giáo Rôma
- 1519 – Năm chiếc tàu dưới quyền chỉ huy của Fernão de Magalhães rời khỏi Sevilla để bắt đầu cuộc hành trình vòng quanh thế giới.
- 1675 - Đài thiên văn Hoàng gia Greenwich được vua Charles II của Anh cho xây dựng.
- 1787 - Wolfgang Amadeus Mozart sáng tác xong bản serenade mang tên Eine kleine Nachtmusik tại Viên.
- 1792 - Công xã Paris tấn công cung điện Tuileries, bắt vua Louis XVI làm tù nhân.
- 1793 – Bảo tàng Louvre chính thức mở cửa tại Paris trong thời kỳ Cách mạng Pháp.
- 1821 - tiểu bang Missouri gia nhập Hợp chúng quốc Hoa Kỳ
- 1904 - Chiến tranh Nga-Nhật: hải quân Nhật Bản và Nga giao chiến trong hải chiến Hoàng Hải, ở ngoài khơi bán đảo Sơn Đông.
- 1920, khánh thành rạp chiếu bóng cổ nhất Hà Nội, cũng là cổ nhất Việt Nam và Đông Dương
- 1961 – Chiến tranh Việt Nam: Quân đội Hoa Kỳ bắt đầu sử dụng Chất độc da cam tại Việt Nam.
- 1990 - Tàu vũ trụ Magellan tiếp cận Sao Kim sau một hành trình dài hơn 15 tháng.[1]
- 1991 và 1993, ngày hội của giới trẻ Công giáo toàn thế giới
- 1996 – Hội nghị toàn thể của Ủy ban trù bị Khu hành chính đặc biệt Hồng Kông thông qua khu kỳ và khu huy của Khu hành chính đặc biệt.
- 2003, phi hành gia người Mỹ gốc Nga Yuri Ivanovich Malenchenko [ru] đã trở thành người đầu tiên tổ chức đám cưới khi đang bay trên ISS[2]

## Sinh
- 941 - Lê Hoàn, vua Tiền Lê (m. 1005).
- 1871 - Trần Tế Xương, nhà thơ trào phúng nổi tiếng Việt Nam (m. 1907).
- 1960 - Antonio Banderas, diễn viên, đạo diễn - nhà sản xuất phim, ca sĩ, nhạc sĩ người Tây Ban Nha

## Mất
- 1907 - Alfred von Keßler, tướng Phổ (s. 1833)
- 1991 - Lưu Trọng Lư, nhà thơ, nhà văn, nhà soạn kịch Việt Nam (s. 1911)
- 2017 - Johnny Paul Koroma, nguyên thủ quốc gia Sierra Leone (s. 1960)[3]

## Những ngày lễ và kỷ niệm
- Việt Nam: Ngày vì nạn nhân chất độc màu da cam[4]
- Ecuador: Quốc khánh Cộng hoà Ê-cu-a-đo
- Ngày Diesel sinh học Quốc tế[5]